# 约翰·德·维特
约翰·德维特（荷蘭語：Johan de Witt，1625年9月24日—1672年8月20日），荷兰政治家，是17世纪荷兰最重要的政治人物之一。当时正值荷兰黄金时代高峰，尼德兰七省共和国（中文也译作“荷兰共和国”）得益于繁盛的海上贸易和全球化，是欧洲最为强大的国家之一。德·维特在1650到1672年之间作为大议长控制了荷兰的政治，与多个主要城市的分政府紧密合作，尤其是他的家乡多德雷赫特以及他妻子的出生地阿姆斯特丹。 

## 生平
约翰·德维特出生於顯赫之家，父親雅各布德·维特曾多次出任多德雷赫特的市長。維特從小就接受了良好的教育，並跟隨哥哥的壯遊走遍了大半個歐洲。1647年，22歲的維特在大學畢業後，於海牙開始律師事業。到了1650年，荷蘭執政威廉二世在逮捕了敵對的反執政派議員（包含維特的父親雅各布）後，突然得病死去，他的遺腹子威廉三世在父親死後一周才出生，荷蘭國會（由反執政的議會派控制）因此趁機取消執政一職，擴大議會的寡頭政治及大議長（國會領袖）的權力。

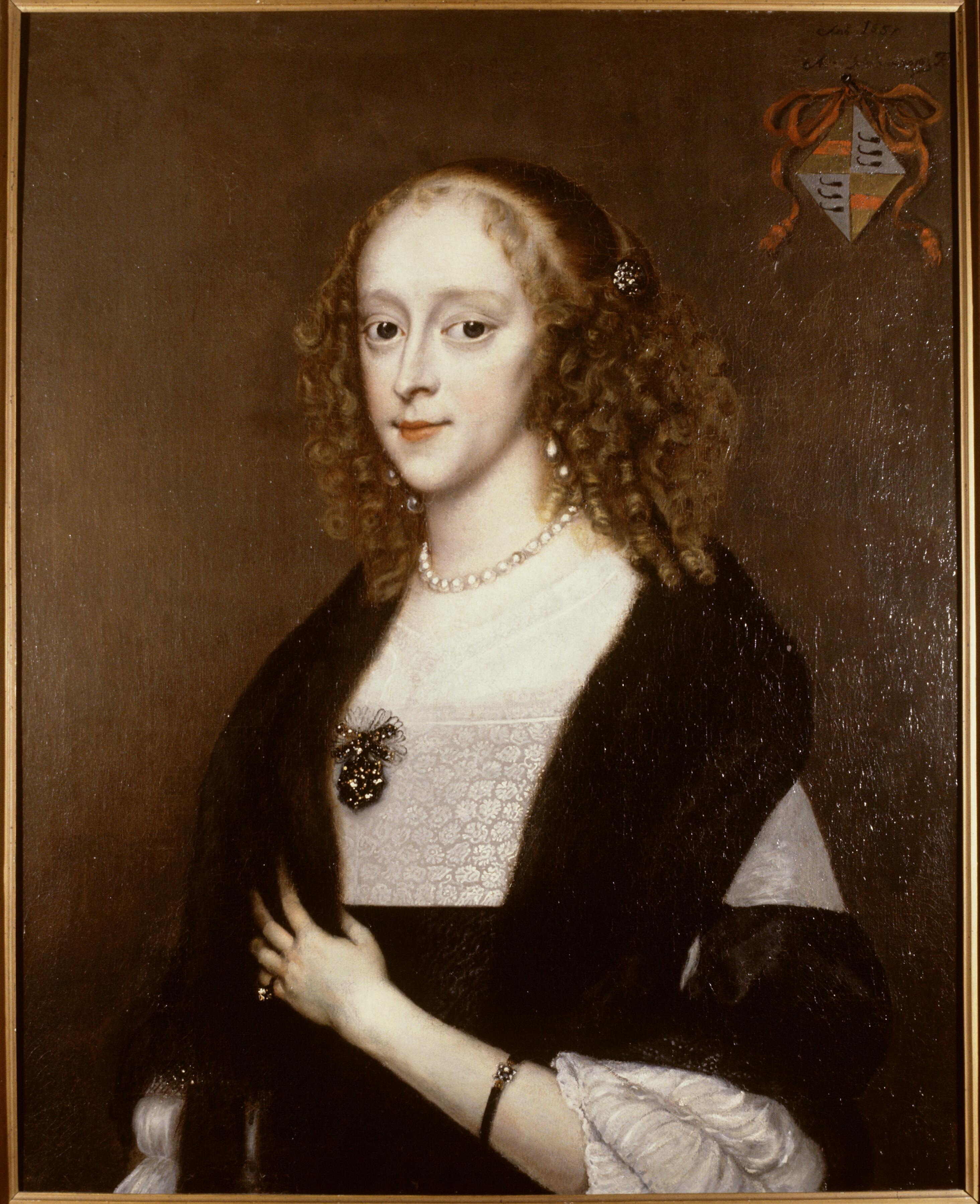
妻子芬德拉·皮克，1659年繪

1650年12月，年僅25歲的維特，以自己的才華當選為多德雷赫特市的首席法官，同時也成為該市在國會的代表，而他的政治才華也很快就展現出來。到了1653年，他上位就任荷兰伯国大议长，在第一次无执政时期再一次将大议长这一省级官职变为了实际上的荷兰共和国领袖。他上台後立刻結束第一次英荷戰爭，甚至在1658年親赴英國，與克倫威爾談判，成功化解兩國的矛盾；雖然荷蘭仍承認戰敗並接受英國克倫威爾提出的航海法，但總算讓荷蘭的持續的損失止血回復。同時他與英吉利共和國協議，接受祕密允諾的《排斥法案》，保證荷蘭永遠不把奧蘭治親王選為執政和最高統帥，因為為威廉斯三世親王之母是前英王查理一世之女，而克倫威爾正是推翻查理並處死他的敵人，自然不希望查理的外孫威廉坐上執政之位。
隨著和平的恢復，德維特因完成國會交付的任位，進一步提升自己的政治威望，他成為共和國內政和外交決策的卓越領導人。此時他又娶了富有的芬德拉·皮克為妻，借助妻子的關係，維特結識了許多阿姆斯特丹的商業大亨。有了這些富商的支持，維特更加坐穩大議長的位子，並替自己的父親雅各布、哥哥康勒斯·德·維特及親友們都安插上了重要官職，成為自己的執政團隊，如此聯省共和國的大權徹底掌握在他手中。
維特的政府有朝氣，也有執政能力。他制止荷蘭人鋪張浪費的風氣，對大商人降低政府貸款的利息；整修和購買軍艦，並進一步改良軍艦上的武器、加強對海軍的訓練。磨刀霍霍以向英國報復第一次英荷戰爭慘敗的仇。他重用「海神」魯伊特、降低債務、改善總議會和荷蘭省議會兩者的財政狀況，並且恢復共和國在歐洲的威信。靠著這些出色表現，讓他在1663年再次當選大議長。除了政績突出外，他為人謙遜、態度和藹，有和諧幸福的家庭生活；他熱愛文化，結交各行各業的知名人物，就連一向很少與他人接觸的大哲人史賓諾沙，也在他的盛情邀請下移居海牙。
維特治下的荷兰締造了黄金时代最高峰的20年，並打贏了1665-1667年的第二次英荷戰爭，1667年尼德蘭艦隊溯泰晤士河和梅德威河上達查塔姆，摧毀英國造船廠並在繫泊處焚毀英國戰船。為了應戰，維特孜孜不倦地處理軍事上的各種問題，從大的戰略到小的細節都一一過問，甚至多次與艦隊一起出海，置身於危險之中，讓海軍官兵都深刻地被大議長折服，奮勇殺敵以表達他們對維特的敬意。當荷蘭越佔上風並計畫提出報復性的條約時，卻發生意想不到的事情。在1667年法王路易十四表面要支援盟友荷蘭時，他沒有派出海軍和地面部隊去援助尼德蘭，卻率領大軍開始侵入西屬尼德蘭，展開遗产战争。由於法國迅速征服低地國南部對荷蘭共和國和不列顛都構成威脅，兩方面於1667年7月31日達成協議簽訂《布雷達和約》，接著德·维特利用外交手段，促成了反法1668年三国同盟（荷、英、瑞）的成立，在关键时刻使得战争局势逆转，发动侵略战争的法王路易十四也不得不作出让步，歸還所有弗朗什-孔泰和西屬尼德蘭的佔地。1668年1月，瑞典-英國-尼德蘭聯盟成功強迫法國與西班牙媾和。

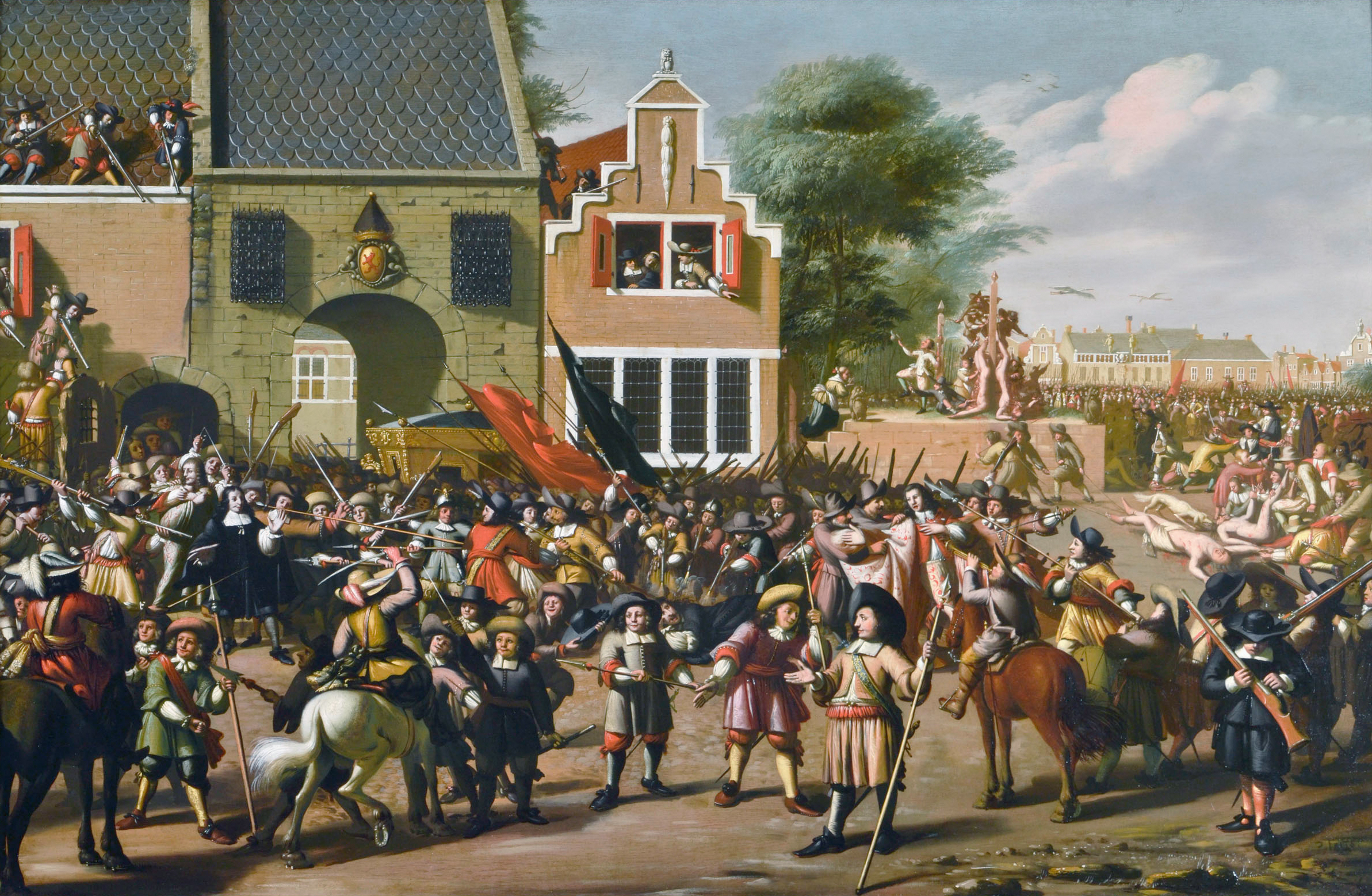
1672年維特與弟弟被暴民包圍住家，即將被殺害的圖畫

路易十四因為戰爭準備不足，被迫接受荷蘭的要求而答允和議，但卻種下路易十四對德·維特與荷蘭的強烈怨恨。正巧當時英王查理二世在第二次英荷戰爭輸給荷蘭之後，雖然被迫在1668年與荷蘭締結同盟去向法國施壓，但查理二世一直憤恨不平，渴望復仇。因此一拍即合的英法兩方，於1670年簽署多佛密約，英王查理二世與法王路易十四結盟，計畫在兩年後聯合攻打荷蘭。
於是1672年最终法荷战争爆发了，英法联军于5月大举入侵荷兰，阿姆斯特丹危在旦夕，史称灾难年。德·维特民心丧尽，被迫下台，最终也被愤怒的奧蘭治派暴民槍殺，據說有食人行為以洩憤。
2004年票選最偉大的荷蘭人當中，他排名第32。

### 延伸阅读
- Blok, P. J. . New York: G. P. Putnam's Sons. 1898. OCLC 1721795.
- De la Court, P. . London: J. Campbell. 1746  [2020-01-02]. OCLC 276305764. （原始内容存档于2020-10-20）.
- Geyl, P. . New York: Charles Scribner's Sons. 1969. OCLC 27829847.
- Israel, J. I. . Oxford University Press. 1995. ISBN 9780198730729.
- Panhuysen, L. . Amsterdam: Atlas. 2005. ISBN 9789045014227 （荷兰语）.
- Rowen, H. H. . Princeton University Press. 1977. ISBN 9780691052472.
- Rowen, H. H. . Cambridge University Press. 1985. ISBN 9780521303910.
- Rowen, H. H. . Cambridge University Press. 1988. ISBN 9780521345255.
- Troost, W. . Hilversum: Verloren. 2005. ISBN 9789065506399 （荷兰语）.